# Heinz Teichert
Heinz Teichert (* 7. September 1939) ist ein ehemaliger deutscher Fußballschiedsrichter. Er pfiff für den SV Löhne-Obernbeck.

## Werdegang
Obwohl Teichert selbst nie aktiv Fußball gespielt hat, entschloss er sich im Jahre 1957 Schiedsrichter zu werden. Innerhalb kürzester Zeit stieg er die Ligen hinauf und wurde Anfang der 1960er Jahre als Linienrichter in der seinerzeit erstklassigen Oberliga West eingesetzt. 1963 musste er seine Karriere wegen seines Studiums für drei Jahre unterbrechen. Von 1974 bis 1981 leitete Teichert als Schiedsrichter 51 Spiele in der 2. Bundesliga Nord sowie sechs Partien im DFB-Pokal. Darüber hinaus wurde Teichert als Linienrichter in der Bundesliga eingesetzt, wobei er einen Gespann mit den Schiedsrichtern Rainer Waltert und Günter Risse bildete. Ebenfalls als Linienrichter wurde Teichert an der Seite von Walter Eschweiler in Europapokal- und Länderspielen eingesetzt. Auf Drängen seines Arbeitgebers beendete Teichert seine Karriere im Jahre 1983.